# Norfolk (Wirginia)

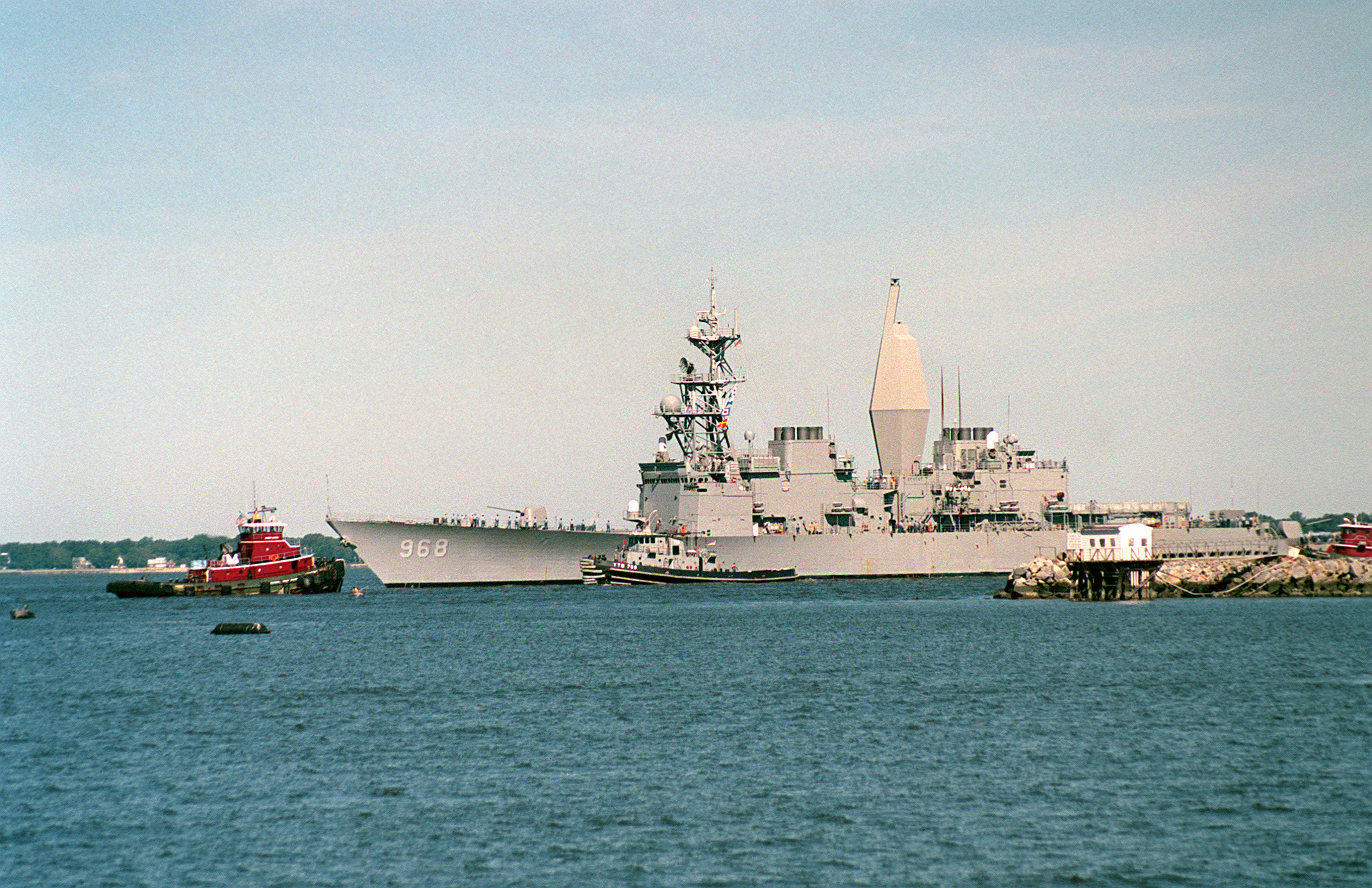
Niszczyciel USS Arthur W Radford wchodzi do portu w Norfolk

Norfolk – miasto we wschodniej części Stanów Zjednoczonych, w stanie Wirginia. Leży nad Zatoką Chesapeake, niedaleko jej połączenia z Atlantykiem. Jeden z głównych portów Stanów Zjednoczonych przeładowujący rocznie 47 mln ton towarów, wśród których jednym z podstawowych jest węgiel.
Norfolk leży w centrum obszaru metropolitalnego, otaczając naturalny port Hampton Roads u ujścia zatoki Chesapeake. Jest to jedno z dziewięciu miast i siedmiu hrabstw, które tworzą obszar metropolitalny Hampton Roads, oficjalnie znany jako Virginia Beach–Norfolk–Newport News, VA-NC MSA.

## Historia
W roku 1680 władze ówczesnej kolonii Wirginia zdecydowały o budowie w tym miejscu portu morskiego dla obsługi statków płynących z Anglii i Indii Zachodnich. Nazwę Norfolk port i miasto wzięły od hrabstwa o tej samej nazwie.

## Gospodarka
W mieście rozwinął się przemysł stoczniowy, samochodowy, chemiczny oraz drzewny.
W mieście i jego okolicach (Zatoka Hampton Roads) znajduje się szereg instalacji wojskowych, czyniąc z miasta największą i najważniejszą bazę Marynarki Wojennej Stanów Zjednoczonych. Służy również za siedzibę Atlantyckiego dowództwa (ang. Atlantic Command) NATO. Marynarka Wojenna daje zatrudnienie ponad 45 tysiącom osób. W pobliżu znajdują się też stocznia marynarki w Portsmouth, Baza Okrętów Desantowych w Little Creek i magazyny uzbrojenia w Yorktown.

## Kultura
Kulturalnym centrum miasta jest kompleks budowli o nazwie Scope. Mieści się tu, m.in., Chrysler Hall, siedziba Wirginijskiej Orkiestry Symfonicznej oraz Norfolk's Chrysler Museum posiadające największą w stanie Wirginia kolekcję dzieł sztuki.
Jednym z nielicznych zabytków ery kolonialnej jest kościół św. Pawła wzniesiony w roku 1739.

## Edukacja
W mieście znajduje się kilka szkół wyższych z Norfolk State University i Old Dominion University na czele. 

## Sport
- Norfolk Admirals – klub hokejowy

## Miasta partnerskie
- Kitakiusiu (Japonia)
- Wilhelmshaven (Niemcy)
- Hrabstwo Norfolk (Wielka Brytania)
- Tulon (Francja)
- Królewiec (Rosja)
- Halifax (Kanada)
- Cagayan de Oro (Filipiny)
- Koczin (Indie)
- Tema (Ghana)[3]